# متحف الرفقة

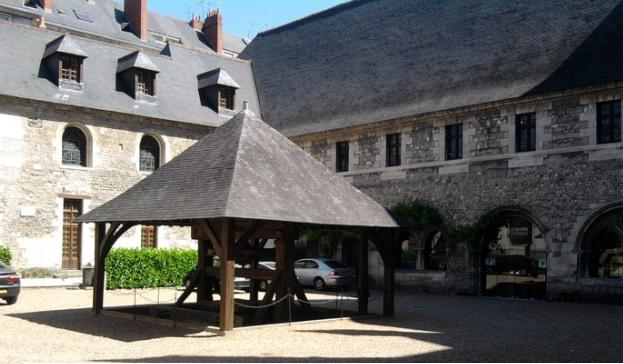
متحف الرفقة في باريس

متحف الرفقة الذي يعرف باسم Musee du Compagnonnage هو متحف لتقدير الحرفيين الذين صنعوا روائع بأيديهم و عقولهم و مما يثير الدهشة لم تصنع هذه الروائع بواسطة اجهزة الكمبيوتر كما هو الحال بوقتنا الحالي. استعد لترى إبداعات فريدة لم يتم العثور عليها في أي متحف آخر من صنع النجارين و الحدادين الموهوبين.
افتتح المتحف للجمهور في عام 1968 في باريس، فرنسا  في المهجع السابق لرهبان دير البينديكتين في سانت جوليان (القرنين 13 و 18). يضم مجموعات رائعة تتعلق بمركبات Tour de France.
يعود تاريخ Compagnonnage إلى نهاية العصور الوسطى. وتتكون من مجتمعات العمال الشباب الطامحين إلى التطور المهني والأخلاقي عن طريق رحلة عبر فرنسا تسمى «تور دو فرانس».
الرسوم المتحركة الدورية والمعارض والزيارات والأنشطة للأطفال تجعلها مكانًا حيويًا. غالبًا ما يتم تجديد المجموعات ، وخاصة الأعمال المعاصرة.